# Groot-Iran

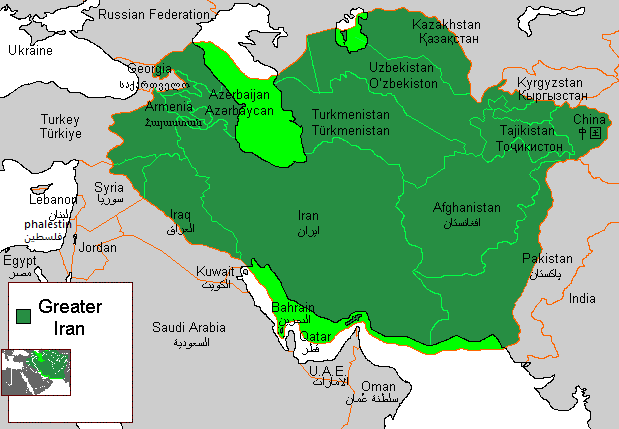
Kaart met daarop de regio van Groot-Iran

Groot-Iran (Perzisch: ایران بزرگ, Irān-e Bozorg) verwijst naar een regio die delen van West-Azië, Centraal-Azië, Zuid-Azië, Xinjiang en de Kaukasus bestrijkt, waar zowel de Iraanse cultuur als de Perzische taal een belangrijke aanwezigheid en invloed gehad hebben. Historisch gezien was dit een regio die lang werd beheerst door de dynastieën van verschillende Iraanse rijken, onder wiens heerschappij de plaatselijke bevolking aanzienlijke aspecten van de Perzische cultuur overnam, of waar voldoende Perzisch-sprekende volkeren zich vestigden om gemeenschappen in stand te houden die hun cultuur onderhielden. 
Voor de oude Grieken reikte Groot-Iran tot aan de Indus. De 15e-euwse geschiedschrijver Mirkhvand beschreef Iranshahr (Groot-Iran) als strekkende van de Eufraat tot de Oxus. 
Traditioneel was etniciteit nooit het bepalende onderscheidende criterium in deze regio's. Pas in de moderne tijd is mede door westerse koloniale interventie etnisch nationalisme een scheidingskracht geworden tussen de delen van Groot-Iran. 

## Etymologie
De naam "Iran", wat "Land van de Arya" betekent, is de Nieuw-Perzische versie van het oude genitieve meervoud aryānām (Proto-Iraans, wat zoveel betekent als "van de Ariërs"), voor het eerst geattesteerd in de Avesta als airyānąm. Het proto-Iraanse aryānām is aanwezig in de term Airyana Vaēǰah, het thuisland van Zarathustra en het Zoroastrisme, nabij de provincies Sogdië, Margu, Bactrië, enz., die vermeld worden in het eerste hoofdstuk van de Vidēvdād. 
Groot-Iran werd Iranzamin (ایران‌زمین) genoemd, wat "Iran-land" of "het land van Iran" betekent. Iranzamin stond in mythische tijden in tegenstelling tot Turanzamin, het land Turan, dat zich in het noordelijke deel van Centraal-Azië bevond. 
Tot het einde van de Parthische periode in de 3e eeuw v.Chr. had het idee van Irān een etnische, taalkundige en religieuze betekenis, maar nog geen politieke. Het idee van een Iraans rijk in politieke zin begon tijdens de Sassaniden, en was het resultaat van een samengaan van belangen tussen de nieuwe dynastie en de Zoroastrische geestelijkheid. Deze gaf aanleiding tot het idee van een Ērān-šahr, "Koninkrijk van de Iraniërs". Vanaf nu onderscheidden de Iraniërs twee hoofdregio's op het grondgebied dat ze regeerden: Ērān en Anērān. Met Ērān bedoelden ze alle regio's bewoond door Perzisch-sprekende volkeren. Deze regio was in het verleden uitgebreider. Dit idee van Iran als een grondgebied (tegen Aniran) kan worden gezien als de kern van het vroege Groot-Iran. 
Later vonden veel veranderingen plaats in de grenzen en gebieden waar Iraniërs woonden, maar de Perzische taal en cultuur bleven het dominante medium in veel delen van Groot-Iran.

## Verlies van Iraanse gebieden
In de afgelopen eeuwen verloor Iran veel van de gebieden die werden veroverd onder de Safawieden en Kadjaren, waaronder het grootste deel van Irak aan het Ottomaanse Rijk (via het Verdrag van Amasya in 1555 en het Verdrag van Zuhab in 1639), West-Afghanistan aan het Britse Rijk (via het Verdrag van Parijs in 1857 en de MacMahon-arbitrage in 1905). Door de de Russisch-Perzische oorlogen van de 17e en 19e eeuw verloor het de Kaukasusgebieden aan het Russische Rijk. Met het Verdrag van Gulistan in 1813 moest Iran de regio's van het hedendaagse Dagestan, Georgië, en het grootste deel van Azerbeidzjan afgeven aan Rusland. Het Verdrag van Torkamanchai van 1828 tussen de Russen en de Iraniërs bevestigde het einde van een eeuwenlange Iraanse heerschappij over de Kaukasusprovincies, en dwong Iran het hedendaagse Armenië af te staan, de rest van Azerbeidzjan, evenals Iğdır in Oost-Turkije, en vestigde de grenzen van Iran langs de rivier de Aras.
Door de verdragen van Torkamanchai en Gulistan betreffende de westelijke grenzen, de onverwachte dood van Abbas Mirza in 1833, en de moord op de grootvizier van Perzië Abol Qasem Qa'im Maqām, verloren veel Centraal-Aziatische kanaten hoop op enige steun van Perzië tegen de tsaristische legers. Tijdens de Russische verovering van Centraal-Azië bezetten Russische legers Tasjkent in 1864, Boechara in 1867, Samarkand in 1868, en Chiva in 1873.

## Regio's

### Irak
Door de geschiedenis heen heeft Iran altijd sterke culturele banden gehad met de regio van het huidige Irak. Mesopotamië wordt beschouwd als de bakermat van de beschaving en de plaats waar de eerste rijken in de geschiedenis werden gesticht. De Sumerische, Akkadische, Babylonische en Assyrische rijken domineerden het oude Midden-Oosten gedurende millennia, wat de grote invloed van Mesopotamië op de Iraanse cultuur en geschiedenis verklaart. Het is ook de reden waarom de latere Iraanse en Griekse dynastieën Mesopotamië kozen als het politieke centrum van hun heerschappij. Gedurende een periode van ongeveer 500 jaar vormde wat nu Irak is de kern van de Iraanse Parthische en Sassanische rijken.
In de 8e eeuw werd Iran veroverd door de Abbassiden die regeerden vanuit Bagdad. Het grondgebied van Iran bestond op dat moment uit twee delen: Khorasan (oostelijke gedeelte) en Perzisch Irak ( 'Irāq-e 'Ajamī, het westelijk gedeelte). Centraal-Zuid-Irak werd Arabisch Irak ('Irāq al-'Arabī) of Bābil ("Babylonië") genoemd. Eeuwenlang stonden de twee aangrenzende regio's bekend als "de twee Iraks".
Ook de Ghaznaviden, Seltsjoeken en Timoeriden verdeelden hun rijken in Iraakse en Khorasan-regio's. Transoxanië en Chorasmië werden meestal opgenomen in de regio Khorasan.
Later bevestigden de Safawieden vanuit Iran kort de hegemonie over Irak in de periodes 1501-1533 en 1622-1638, waarbij Irak bij beide gelegenheden werd verloren aan het Ottomaanse Rijk (met het Verdrag van Amasya in 1555 en het Verdrag van Zuhab in 1639). De Ottomaanse hegemonie over Irak werd herbevestigd in het Verdrag van Kerden in 1746.
Na de val van het Ba'ath-regime in 2003 zijn de betrekkingen met Iran op alle gebieden versterkt. Irak is vandaag de dag de grootste handelspartner van Iran met betrekking tot niet-oliegoederen. 

### Koerdistan
Cultureel en historisch maakt Koerdistan deel uit van Groot-Iran. De Koerden spreken een Noordwest-Iraanse taal die bekend staat als Koerdisch. Veel aspecten van de Koerdische cultuur zijn gerelateerd aan de andere volkeren van Groot-Iran, zoals Newroz en Simurgh. Sommige historici en taalkundigen hebben gesuggereerd dat de Meden, een Iraans volk dat een groot deel van het westen van Iran bewoonde (waaronder Azerbeidzjan en Koerdistan) misschien voorouders waren van de moderne Koerden.

### Bahrein
De Perzen van Bahrein vormen een invloedrijke etnische gemeenschap wiens voorouders in de afgelopen 1000 jaar in Bahrein zijn aangekomen als arbeiders, handelaren en ambachtslieden. De migratie begon na de val van het Seleucidische Rijk, waarbij het eiland toen behoorde.
Van de 6e tot de 3e eeuw v.Chr. was Bahrein een belangrijk onderdeel van het Achaemenidische Rijk. Daarna werd het beheerd door de Iraanse Parthen, die hun invloed over de Perzische Golf uitbreidden tot aan Oman. Vanaf de 3e eeuw n.Chr. werden ze opgevolgd door de Sassaniden, tot de Arabische verovering in de 7e eeuw. 
Een Afghaanse opstand onder de Hotakiden van Kandahar leidde aan het begin van de 18e eeuw bijna tot het ineenstorten van het Safawidische Rijk. Tijdens het ontstane machtsvacuum werd Bahrein in 1717 door Oman veroverd, waarmee de Perzische hegemonie beëindigd werd. 
Onder de Afshariden trachtte Nader Sjah Afshar de Perzische soevereiniteit over Bahrein te herstellen. Tijdens de afwezigheid van de heerser van Bahrein, Shaikh Jubayr, in 1736 bracht een Perzische invasie het eiland terug in Iraans bezit en werd de macht van Oman in de Perzische Golf ingeperkt. Shaikh Jubayr zocht hulp bij de Britten en Nederlanders en kon het eiland later dat jaar terugveroveren. 
Onder de Kadjaren nam de Perzische invloed af. In 1753 werd Bahrein veroverd door soennitische Perzen onder de Al Madhkur-familie uit Bushehr. Deze regeerden Bahrein onder tribuut van sjah Karim Khan. Verdere pogingen van Perzië om het eiland te veroveren in 1783 en 1785 faalden. 
In 1799 werd Bahrein bedreigd door het expansionistische beleid van Sayyid Sultan van Oman. Deze viel het eiland binnen onder het voorwendsel dat Bahrein de verschuldigde belastingen niet betaald had. De Bani Utbah riepen de hulp in van Bushehr om de Omani's te verdrijven, op voorwaarde dat Bahrein een vazal van Perzië zou worden. In 1800 viel Sayyid Sultan Bahrein opnieuw binnen ter vergelding. Hij zette een garnizoen in bij het fort van Arad op het eiland al-Muharraq, en stelde zijn twaalfjarige zoon Salim aan als gouverneur van het eiland. 
Veel plaatsnamen in Bahrein zijn afgeleid van de Perzische taal, zoals Karbabad, Salmabad, Karzakan, Duraz en Barbar, wat suggereert dat de Perzen een substantiële invloed hadden op de geschiedenis van het eiland. Het lokale Bahrani-Arabische dialect heeft ook veel woorden ontleend aan de Perzische taal.
Volgens de volkstelling van 1905 waren er 1650 Bahreinse burgers van Perzische afkomst.

### Kaukasus
Grote delen van de Kaukasus waren onder Perzische heerschappij vanaf de tijd van de Meden (9e tot 7e eeuw v.Chr.) en het Perzische Rijk (6e tot 4e eeuw v.Chr.). De Sassanidische koning Narses liet er fortificaties bouwen. Sommige belangrijke schrijvers en geleerden uit de Kadjaren-periode kwamen uit dit gebied. Voorafgaand aan de Russische verovering in de 19e eeuw was het Perzisch de belangrijkste literaire taal en de taal van correspondentie in de Kaukasus.
Na de Russisch-Perzische Oorlog van 1804-1813 moest Iran bij het Verdrag van Gulistan Oost-Georgië, haar bezittingen in de Noord-Kaukasus, en veel van wat tegenwoordig de Azerbeidzjaanse Republiek is afstaan, onder andere de kanaten van Bakoe, Shirvan, Karabach, Ganja, Shaki, Quba, Derbent en delen van Talysh. Bij het Verdrag van Torkamanchai na de Russisch-Perzische Oorlog van 1826-1828 werd Iran gedwongen de rest van het kanaat Talysh, de kanaten van Nachitsjevan en Erivan, en de Mughanvlakte aan Rusland af te staan. De in 1813 en 1828 verloren gebieden vormen tezamen de huidige republieken Armenië, Azerbeidzjan en zuidelijk Dagestan.
Veel plaatsen in deze regio dragen Perzische namen of namen die zijn afgeleid van Iraanse talen. Azerbeidzjan blijft verreweg de naaste culturele, religieuze, etnische en historische buur van Iran. Azerbeidzjanen vormen in Iran de op een na grootste etniciteit, en de grootste gemeenschap van etnische Azerbeidzjanen ter wereld, veel groter dan hun aantal in de Republiek Azerbeidzjan. Beide naties zijn de enige met een officieel sjiitische meerderheid ter wereld, waarbij aanhangers van de religie in beide naties een absolute meerderheid vormen. 
Dagestan blijft een bastion van Perzische cultuur in de Noord-Kaukasus met fijne voorbeelden van Iraanse architectuur zoals de Sassanidische Citadel in Derbent, de sterke invloed van de Perzische keuken en gemeenschappelijke Perzische namen onder de verschillende volkeren van Dagestan. De etnisch Perzische bevolking van de Noord-Kaukasus, de Taten, blijft, ondanks sterke assimilatie door de jaren heen, nog steeds zichtbaar in verschillende Noord-Kaukasische steden. Zelfs aan het begin van de 21e eeuw, na decennia van verdeling, behouden sommige van deze regio's Iraanse invloeden, zoals te zien in hun oude geloven, tradities en gebruiken (bijvoorbeeld Noroez). 

### Centraal-Azië
Chorasmië, in het vruchtbare hart van Centraal-Azië, was volgens de Avesta het thuisland van de oude Iraniërs, Airyanem Vaejah. Urganj, jarenlang de hoofdstad van het oude Chorasmië, is mogelijk te identificeren met "Oerva van de rijke weiden", het achtste land van Ahura Mazda genoemd in de Pahlavi-tekst van Vendidad. Tegenwoordig is Chorasmië verdeeld over verschillende Centraal-Aziatische republieken.
Deels samenvallend met Chorasmië maar zich veel verder naar het zuiden uitstrekkend lag Khorasan, dat grofweg de gebieden in Centraal-Azië besloeg, beginnend bij Semnan oostwaarts door Noord-Afghanistan tot aan de uitlopers van de Pamir, de oude berg Imeon. Afghanistan, het zuiden en oosten van Turkmenistan, en de provincies Noord-,Zuid- en Razavi-Khorasan in Iran zijn allemaal overblijfselen van het oude Khorasan. Tot de 13e eeuw en de Mongoolse invasies in Centraal-Azië werd Khorasan beschouwd als het culturele centrum van Groot-Iran.

#### Tadzjikistan
Het volkslied in Tadzjikistan, "Surudi Milli", getuigt van de Perzisch-Tadzjiekse identiteit, die na het uiteenvallen van de Sovjet-Unie een grote opleving kende. De taal is bijna identiek aan die in Afghanistan en Iran, en haar steden hebben Perzische namen. Rudaki, door velen beschouwd als de vader van de moderne Perzische poëzie, kwam uit de huidige regio Tadzjikistan.

#### Turkmenistan
Turkmenistan was de bakermat van het Parthische Rijk, met als hoofdstad Nisa. Merv was ook de plaats waar de kalief Al-Ma'moen zijn hoofdstad vestigde. 

#### Oezbekistan
Oezbekistan heeft nog een aanzienlijke lokale Tadzjiekse bevolking. De beroemde Perzische steden Afrasiab, Boechara, Samarkand, Shahrisabz, Andijan, Khiveh, Navā'i, Shirin, Termez en Zarafshon zijn hier gevestigd. Deze steden zijn de bakermat van de Perzische literatuur uit het islamitische tijdperk. De Samaniden, die aanspraak maakten op de erfenis aan de Sassaniden, lieten hier hun hoofdstad bouwen.

#### Afghanistan
De moderne staat Afghanistan maakte deel uit van de Iraanse regio's Sistan en Khorasan.
Tegenwoordig is Afghanistan de regio waar Balkh ligt, waar Jalal ad-Din Rumi, Rabia Balkhi, Sanāī Ghaznawi, Jami, Khwaja Abdullah Ansari en vele andere notabelen in de Perzische literatuur vandaan kwamen.

#### Xinjiang
Het Autonoom Tadzjieks Arrondissement Taxkorgan in China bezit een Tadzjiekse bevolking en cultuur. Het arrondissement Taxkorgan maakte eeuwenlang deel uit van het culturele en taalkundige Groot-Iran, met steden als Kashgar, Yarkand en Hotan nauw verbonden met de Iraanse geschiedenis.

### Zuid-Azië

#### Pakistan
Er was een aanzienlijke invloed van Iraans-sprekende volkeren in Pakistan. De regio Beloetsjistan strekt zich uit over Pakistan en Iran, en Beloetsji, de meerderheidstaal van de Pakistaanse provincie Beloetsjistan, wordt ook gesproken in het zuidoosten van Iran. Totdat eind 19e eeuw de Durandlijn werd getrokken maakten de Chagai-heuvels en het westelijke deel van het district Makran deel uit van Iran.
Het pashto dat behalve in Afghanistan ook wordt gesproken in de Khyber-Pakhtunkhwa en de Federaal Bestuurde Stamgebieden van Pakistan is een Iraanse taal.